# Płaszewo
Płaszewo (deutsch Wendisch Plassow) ist ein Dorf im Powiat Słupski der polnischen Woiwodschaft Pommern.

## Geographische Lage
Płaszewo liegt in Hinterpommern, etwa 16 Kilometer südlich der Stadt Słupsk (Stolp) und 22 Kilometer östlich der Stadt Sławno (Schlawe). Durch das Dorf, das in einer Talmulde liegt, fließt ein Bach.

## Geschichte
Płaszewo war ein Rittergut, das sich als Lehen im Besitz der Familie Boehn befand. Zu einem Teil ging das Gut 1690 an Georg von Wobeser, dessen Sohn Ewald Rainer von Wobeser den übrigen Teil später hinzuerwarb. Im Jahre 1742 erwarb der Landrat Alexander Dietrich von Puttkamer das Gut. Im Jahr 1766 löste Christian Wilhelm von Boehn einen Teil des Gutes wieder ein, und nachdem das Puttkamersche Restgut in Konkurs gegangen war, konnte er das ganze Gut wieder in seiner Hand vereinigen. Um 1784 gab es in Wendisch Plassow ein Vorwerk, eine Wassermühle, acht Bauern, vier Kossäten, eine Schmiede, einen Schulmeister und insgesamt 20 Haushaltungen. Um die Mitte des 19. Jahrhunderts wurde das Gut von der Familie Boehn an bürgerliche Käufer veräußert. 1925 standen in Wendisch Plassow 52 Wohnhäuser.
Vor 1945 gehörte das Dorf, das 1937 in Plassenberg umbenannt worden war, zum Landkreis Stolp im Regierungsbezirk Köslin der Provinz Pommern. Auf der 1.581 Hektar großen Gemeindefläche befanden sich die vier Wohnplätze:
- Plassenberg
- Klimperkaten
- Kunsow-Kollow
- Zaunke

Von diesen Wohnorten war Plassenberg der größte. 1939 wurden in der Gemeinde 95 Haushaltungen und insgesamt 437 Einwohner gezählt.
Im Februar 1945, gegen Ende des Zweiten Weltkriegs, befand sich eine Stabsabteilung in dem Ort, die sich bei Annäherung der Roten Armee nach Stolp absetzte. Am 6. März begannen die sowjetischen Truppen mit der Einnahme des Ortes. Erst am Abend des Tages wurde der Befehl zur Räumung des Dorfes gegeben. Der Flüchtlingstreck wurde bald darauf überrollt und die Einwohner kehrten am 10. März 1945 wieder in ihr Dorf zurück. Nach Übernahme durch neu zugewanderte Polen wurde das Dorf in Płaszewo umbenannt. Für Kinder deutscher Familien, die nach Kriegsende in Płaszewo geblieben waren, ließ die polnische Verwaltungsbehörde seit 1951/52 eine Schule zu, die jedoch einige Jahre, nachdem die meisten Einwohner vertrieben worden waren, wieder aufgelöst wurde.
Im Jahr 2006 hatte Płaszewo 184 Einwohner.